# Havana brown
Pour l’article homonyme, voir Havana Brown (DJ).
Le havana brown, également appelé Swiss Mountain cat ou Chestnut Oriental Shorthair est une race de chat originaire de Grande-Bretagne, au Royaume-Uni. Ce chat est caractérisé par sa robe à poils courts de couleur chocolat.

## Origines

### Les premiers chats chocolats
Les ancêtres du havana brown existaient à l'époque du royaume du Siam (actuelle Thaïlande), probablement des Burmese ou des Tonkinois, leur couleur était appréciée et on disait qu'ils éloignaient les esprits du mal.
Plus tard, au XIXe siècle et vers 1880, plusieurs chats à robe brune caractéristique furent exposés et appréciés du grand public sans qu'aucune suite ne fût accordée à ces chats.
C'est seulement en 1950 que la baronne Von Ullman, qui désirait un chat à la robe brun chocolat fit croiser un Siamois chocolate point à un Européen noir. Les chatons nés de cette union étaient une réussite et d'autres éleveurs en firent autant.

### Des origines de siamois
Au début de l'élevage du siamois, la race accepte tous les patrons. Dans les années 1920, les clubs d'élevage du siamois en Grande-Bretagne décident de se concentrer uniquement sur le colourpoint et les autres variétés de couleurs ont commencé à disparaître. Après la Seconde Guerre mondiale, les programmes d'élevage visant à introduire la couleur chocolat ont pour conséquence la réapparition du patron uni. 
Initialement, chaque nouvelle couleur solide est devenue une nouvelle race, : le Chestnut brown foreign, de couleur uni chocolat, est la première race reconnue par la GCCF en 1958 et donnera naissance au havana, suivi du Lavender, de couleur unie lilas puis du foreign white de couleur entièrement blanche.
Les éleveurs s'aperçoivent rapidement qu'il n'est pas réaliste de continuer sur le modèle « une couleur, une race », étant donné l'important nombre de couleurs de robe existant chez le chat,. Au Royaume-Uni, il est décidé de scinder la race siamoise en plusieurs races :
- les sujets colourpoint sont des siamois ;
- les sujets solides chocolats des Chestnut brown foreign ou Havana. Importée aux États-Unis, cette race a donné naissance au havana brown[7] ;
- les foreigns[Note 1] représentent les couleurs solides qui ne sont pas chocolat et comprennent le foreign white ;
- l'oriental shorthair contient toutes les autres couleurs.

Les Anglais reconnurent la race rapidement sous le nom d'havana brown. On ne sait pas exactement pourquoi ce nom, peut-être est-ce en rapport avec la robe d'un lapin du même nom, ou pour la couleur des fameux cigares.
La race fut importée aux États-Unis où elle connut un vif succès. Dès lors, les sujets Britanniques et les sujets Américains se différencièrent. Les Anglais développèrent le havana brown vers le type Siamois tandis que les Américains ont gardé le type d'origine. La GCCF reconnut cette race sous les noms de Chestnut Havana Brown et Havana Brown en 1958
La race reste rare actuellement, surtout en Europe. On compte une dizaine d'élevages dans le monde, surtout aux États-Unis et au Canada. La race typée américaine a été reconnue par le LOOF fin des années 1990. Trois élevages actifs sont présents en Europe en 2011 (2 en France, 1 en Italie). Dès 2012, 2 autres élevages vont faire leur apparition au niveau de l'Hexagone. 
La FIFé reconnaît la race comme un Oriental.

## Standard

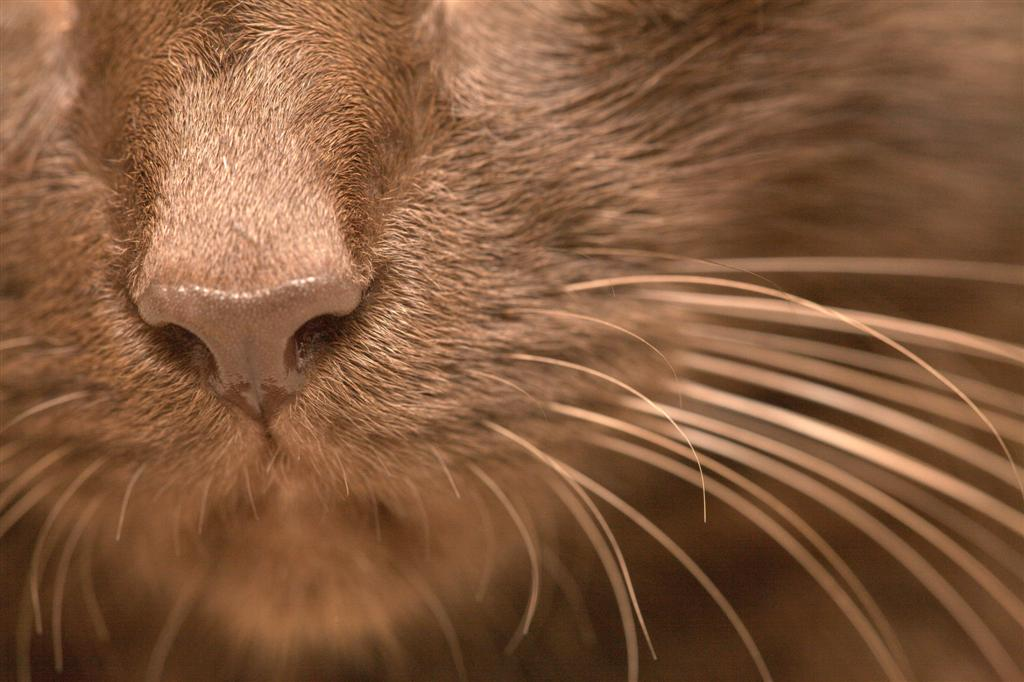
Les vibrisses de l'havana brown sont colorées.

Description pour le type américain :
Le corps est rectangulaire et bien musclé, les pattes sont longues et ont une ossature robuste tout en restant élégantes. Les pieds sont ovales et compacts. La queue de longueur moyenne est assez fine.
La tête est plus longue que large et bien proportionnée par rapport au corps. Le front est plat et le crâne légèrement arrondi, le stop est marqué. Le nez est très carré, c'est un point caractéristique du havana brown. Le museau est long et carré, avec un menton fort. Les yeux sont ovales, grands et bien ouverts, toujours de couleur verte et dans un ton le plus intense possible. Les oreilles sont grandes et bien espacées, dirigées vers l'avant.
La fourrure doit être douce et soyeuse. La couleur doit être la plus profonde possible. Seuls les chats unis sont acceptés sans rayures ni poils blancs. Les seules couleurs autorisées sont le chocolat et le lila, mais cette dernière couleur n'est reconnue que par la TICA. Les chatons nés lilas ont également durant leur première année des marques fantômes qui disparaissent progressivement.
Description pour le type anglais :
Le physique est très proche de celui de l'Oriental. Le corps est longiligne, très fin mais musclé et élegant. Les pattes sont longues et fines et le pied est ovale. La queue est moyennement longue et assez fine.
La tête est triangulaire avec un crâne et un front plat ou légèrement arrondi. Le nez est droit, sans stop. Les yeux sont grands et ovales, placés près du sommet du nez. Ils sont toujours de couleur verte et dans un ton le plus intense possible. Les oreilles sont grandes et bien espacées, dirigées vers l'avant.
La fourrure doit être douce et soyeuse. La couleur doit être la plus profonde possible. Seuls les chats unis sont acceptés sans rayures ni poils blancs. Les seules couleurs autorisées sont le chocolat et le lilas, mais cette dernière couleur n'est reconnue que par la TICA. Les chatons nés lilas ont également durant leur première année des marques fantômes qui disparaissent progressivement.

## Caractère
On dit du havana brown que c'est un chat curieux, vif et joueur mais appréciant le confort de son foyer. Il aimerait bien "discuter" de temps en temps avec ses propriétaires. Il a un grand besoin d'amour et d'affection. Il recherche toujours le contact physique avec son compagnon humain.

## Club Européen
Depuis 2011, il existe un club européen sur le Havana Brown.